# 比企しのぶ
比企 しのぶ（ひき しのぶ、1983年12月11日 - ）は、日本の女優。宝映テレビプロダクションに所属していた。

## 出演作品

### 映画
- 新・雪国(2001年） - 琴乃 役

### テレビ
- 天国のKiss（1999年）
- コワイ童話 親ゆび姫（1999年）
- らせん（1999年）
- 氷の家族（2000年） - 心静香（レギュラー）
- ココだけの話（2001年）
- マリア（2001年）
- Fighting Girl（2001年）
- ウルトラシリーズ
  - ウルトラマンコスモス（2002年）
  - ウルトラマンネクサス（2004年）
- 恋とおしゃれと男のコ（2002年） - 亜樹 役
- はみだし刑事情熱系 (2003年)